# Општина Грују (Илфов)
Грују (рум. Gruiu) општина је у Румунији у округу Илфов.
Oпштина се налази на надморској висини од 83 m.